# Het genootschap van gezonde slapers
Het genootschap van gezonde slapers (ondertitel: Een nieuwe serie avonturen van Miss Dangerfield) is een zesdelige hoorspelserie van Edward J. Mason. Miss Dangerfield & The League of Sound Sleepers werd vanaf 20 juli 1948 door de BBC uitgezonden. Ben Heuer zorgde voor de vertaling en de KRO zond de serie uit vanaf zondag 5 april 1964, van 20.40 uur tot 21.20 uur. De regisseur was Léon Povel.

## Delen
- Deel 1: Vliegrampen
- Deel 2: Het derde toeval
- Deel 3: Een half opgerookte sigaret
- Deel 4: Het onomstotelijke bewijs
- Deel 5: 81 slachtoffers
- Deel 6: De laatste zitting

## Rolbezetting
- Nora Boerman (Miss Dangerfield)
- Jan Borkus (Orlando Flute)
- Johan Wolder (ambtenaar)
- Constant van Kerckhoven (Mr. Andrews)
- Eva Janssen (Mrs. Andrews)
- Barbara Hoffman (Mrs. Hilton)
- Wiesje Bouwmeester (Mrs. Lobelia Bradshaw)
- Huib Orizand (Garnett Lawley)
- Hans Veerman (Rudolf Manx)
- Dogi Rugani (Mrs. Price)
- Dries Krijn (Smokey Price)
- Tonny Foletta (O’Learly)
- Paula Majoor (Mary)
- Harry Bronk (zwaardvis Jones)
- Paul van der Lek (Gerry Barker)
- Nel Snel (Mrs. Pettitt)
- Hans Karsenbarg (beambte van de spoorwegen)
- Han König (stem)
- Paul Deen (inspecteur Harding)
- Frans Somers (Jimmy)

## Inhoud
Als de bekende, charmante vrouwelijke detective miss Irene Dangerfield het vliegtuig naar Parijs precies mist, dankzij het onwillige horloge van haar metgezel, de jonge acteur en toneelschrijver Orlando Flute, is zij het eerste moment woedend, maar die woede verandert in blijdschap als even later – vlak na het opstijgen van het vliegtuig – de machine naar beneden stort. Van een der beambten hoort zij, dat een dergelijk ongeluk de vorige week eveneens heeft plaatsgevonden zonder dat men de oorzaak heeft kunnen vaststellen. De argwaan van Irene is gewekt en tezamen met Orlando bezoekt zij de nabestaanden van beide piloten. Daarbij blijkt dat deze mannen één ding gemeen hadden: zij leden aan slapeloosheid en brachten de avond vóór hun fatale vlucht een bezoek aan het Genootschap van Gezonde Slapers, waar zij door hypnose van hun kwaal werden afgeholpen…